# 必然性
必然性（ひつぜんせい、necessity）とは、そうなることが確実であって、それ以外ではありえない、ということである。
カントは、『純粋理性批判』の様相のカテゴリーで、必然性・偶然性を対立概念として対置させている。

## 概説
必然性は反対が不可能な概念であり、反対が不可能ということは、同一性があるということになる。九鬼周造は、必然性を「同一性という性質上の規定を持ったものを様相（あり方）という視点からみて言い表したもの」としている。そして、その同一性と必然性を最も顕著にそなえたものを、論理学の領域では「概念」、経験の領域では「因果性」、形而上の領域では「絶対者」と見た。
様相概念のひとつで、可能性（ありうること）、現実性（現にそうであること）と並ぶ。そして、偶然性（たまたまそうであること）と対立すると見なされている。

## 論理的必然性
ある命題が論理的に必然であるとは、その命題の否定が矛盾に陥るということを指す。
大陸合理論哲学では、ユークリッド幾何学などの数学的な諸命題が論理的必然と見なされ、こうした数学を規範として形而上学を構築しようとした。
様相論理では、命題が必然であることを示す{\displaystyle \Box }を必然性演算子、可能であることを示す{\displaystyle \Diamond }を可能性演算子と呼ぶ。ここで、「命題Pが必然的に真である（{\displaystyle \Box P}）」は「命題Pが偽であることが可能ではない（{\displaystyle \neg \Diamond \neg P}）」と同値であり、「命題Pが真であることが可能である（{\displaystyle \Diamond P}）」は「命題Pが偽であることが必然ではない（{\displaystyle \neg \Box \neg P}）」と同値である。可能世界論では、すべての可能世界で真の命題を必然的真理（necessary truth）と呼ぶ。

## 因果的必然性
論理的必然性は上述のようなものであるが、因果的必然性というのは、原因・結果の間の必然的な関係である。石は陽の光があたれば暖かくなるが、だが石は暖まりはしないとしても論理的には矛盾があるわけではない。だが、論理的矛盾が起きるわけでもないのに、陽光は石を暖める。これが因果的必然性である。
ライプニッツは、命題の中でもこのような因果的必然性を示す命題を総合命題に分類した。
デイヴィッド・ヒュームは因果的必然性と見なされたものに懐疑の眼を向けた。ヒュームは、原因-結果の関係があると見なされていることは、2つの事象が一定の順序で繰り返し起きることを、ある者が観察することによって、その者に生じる 単なる主観的な印象であり、よって「因果的必然性」と呼ばれているものは、蓋然性にすぎない、とした。
18世紀には、ラプラスなどが、全ての出来事のあり方は一意だとする因果的決定論を主張し、こうした見方が広まったが、これは20世紀に物理学の領域で量子力学の発展とともに否定された。
一意性が否定される場合は、確率的に何らかの傾向があったり定まっていても決定論には分類しないのが一般的である。
因果的必然性は「自然必然性」と呼ばれることもある。

## 勝負における必然性
ボクサーが2人居て、一方がチャンピオンで、もう一方は挑戦者だとする。この両者がボクシングで勝負することを考える。この場合における必然とは、誰かが不正をして勝敗を制御している状態を指す。
ここで言う不正とは、
- ドーピング
- グラブの中に鉄拳(ナックルダスター)を仕込むこと
- 一方のボクサーの食事に腹痛を引き起こす薬品を仕掛けること
- レフェリーやジャッジと事前交渉し自己に有利となるよう約束すること

など、その他どのような方法でも、一方に有利となるよう働き、それがあたかも公正な勝負であるかのように見せかけて試合を行うことを指す。
このボクシングの試合で、チャンピオンか挑戦者のどちらか一方、もしくは、双方が不正の事実を知っているとする。その状態で両者が対戦料を支払い、勝った方が多くのファイトマネーを取るとする取り決めした場合、これは詐欺となる。あるいは、このボクシングの勝者を予想し、その投票券を有料で販売し、当てた方に金銭を払い戻すとする取り決めをした場合も、不正の事実を知っている者が投票券の売買をすれば詐欺となる。

## 道徳的必然性
道徳的必然性とは、あることが善であるがゆえにそれが遂行されることである。

## 様々な必然性
存在（あること）そのものが必然的であるとすれば神は「絶対的必然性」とされ、それ以外が「相対的必然性」、とされることがある。
ひとりひとりの人が自己の《内的なあり方》（良心・理念など）に従う、という意味での必然性は「内的必然性」と呼ばれることがあるが、これはしばしば「自由」そのものである、とされる。